# 町田橋
町田橋（まちだはし）は、福島県いわき市にある道路橋である。

## 概要
- 全長：52.0m
  - 主径間：17.2m
- 幅員：6.5（11.4）m
- 形式：3径間鋼連続鈑桁橋
- 竣工：1957年[1][2]

いわき市街地北西部の好間地区にて二級水系夏井川水系好間川を渡り、いわき市道50388号御台境町北好間線（旧国道49号）を通す。東詰は好間町北好間字向町田に位置し、国道49号平バイパスへ接続する市道が分岐する。西詰は字北町田に位置する。直上流に当路線のバイパスである平バイパスの新町田橋が架けられている。

### 新町田橋
- 全長：48.0m
- 幅員：26.8m
- 形式：鋼単純箱桁橋
- 竣工：1988年[3][4]

町田橋の直上流側にかかり、国道49号平バイパスを通す。東詰は好間町北好間字向町田に位置し、向町田交差点が設置され、先述の町田橋東詰と接続する市道と交差し、バイパスと旧道の連結部として機能している。西詰は字南町田に位置し、常磐自動車道いわき中央インターチェンジへと至る。橋上は片側2車線で供用されている。

## 沿革
- 1896年12月 - 全長36m、幅員3.6mの橋梁が架けられる。[5]
- 1915年4月 - 全長40m、幅員3.6mの橋梁に架け替えられる[6]
- 1953年5月 - 路線指定により二級国道115号新潟平線の橋梁となる。
- 1958年3月 - 現在の町田橋が開通する。
- 1962年 - 路線指定により一級国道49号の橋梁となる。
- 1988年 - 新町田橋が開通する。
- 1995年1月 - 平バイパスが全線開通し、町田橋はいわき市道へ移管される。

## 周辺
- 新常磐交通町田橋バス停
- 常磐自動車道いわき中央インターチェンジ